# Saint-Césaire
Saint-Césaire – miejscowość i gmina we Francji, w regionie Nowa Akwitania, w departamencie Charente-Maritime.
Według danych na rok 2016 gminę zamieszkiwało 895 osób, a gęstość zaludnienia wynosiła 82 osób/km² (wśród 1467 gmin regionu Poitou-Charentes Saint-Césaire plasuje się na 359. miejscu pod względem liczby ludności, natomiast pod względem powierzchni na miejscu 808.).